# Las Ánimas, San Luis Potosí
Las Ánimas är en ort i Mexiko.   Den ligger i kommunen Aquismón och delstaten San Luis Potosí, i den centrala delen av landet, 230 km norr om huvudstaden Mexico City. Las Ánimas ligger 713 meter över havet och antalet invånare är 117.
Terrängen runt Las Ánimas är kuperad norrut, men söderut är den bergig. Runt Las Ánimas är det ganska tätbefolkat, med 90 invånare per kvadratkilometer. Närmaste större samhälle är Xilitla, 16,6 km sydost om Las Ánimas. I omgivningarna runt Las Ánimas växer i huvudsak städsegrön lövskog.